# Great Dane

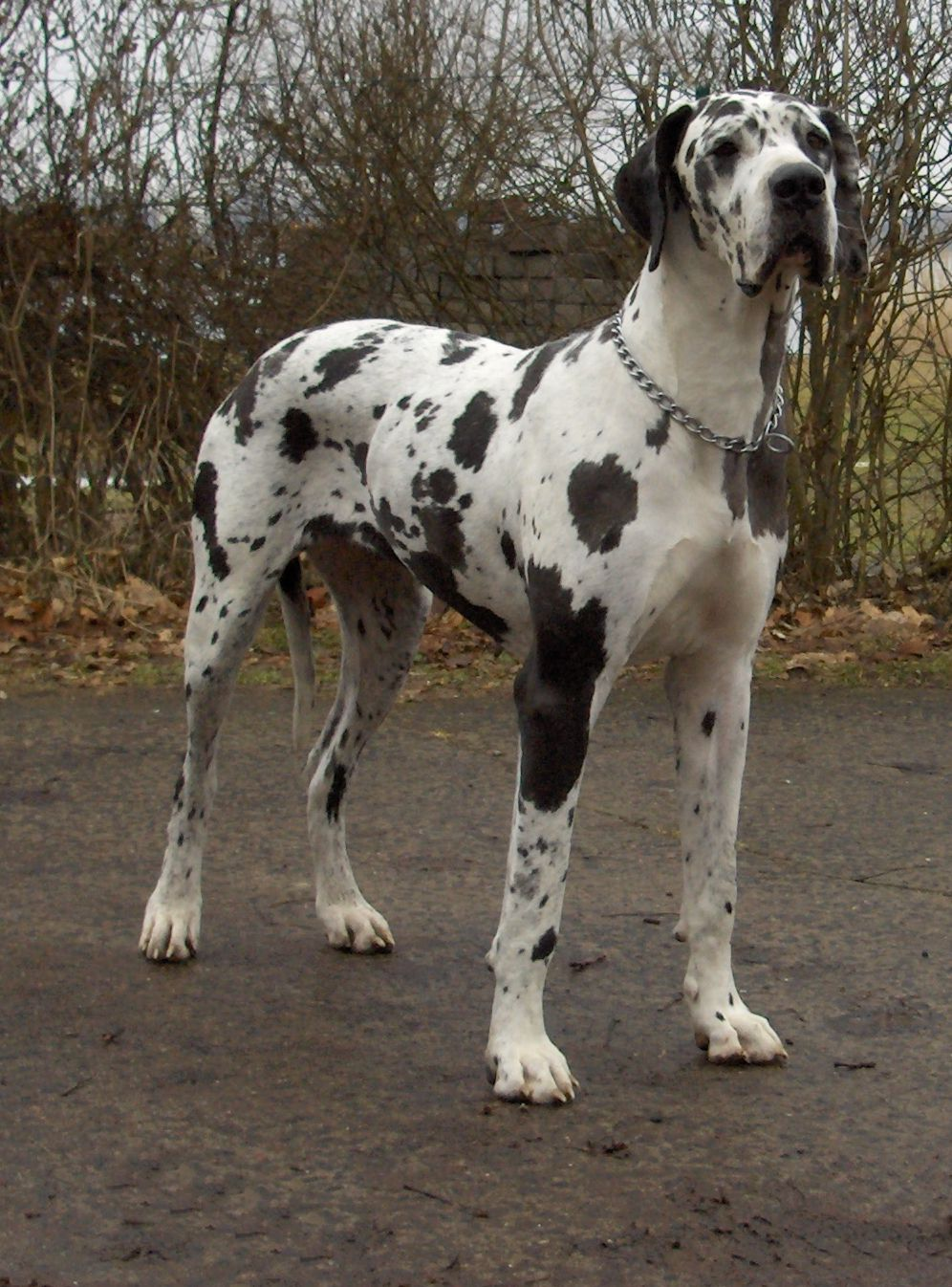

Great Dane là một giống chó nhà được biết đến với kích thước lớn và bản tính hiền lành. Great Dane được coi là giống cho cao nhất trên thế giới cùng với giống Irish Wolfhound. Gần đây Great Dane đã được ghi vào Sách Kỷ lục Guinness là loài chó cao nhất thế giới. Great Dane được chọn làm loài chó biểu tượng của bang Pennsylvania năm 1965.

## Hình ảnh

Chú chó Scooby-Doo trong phim hoạt hình cùng tên thuộc giống Great Dane

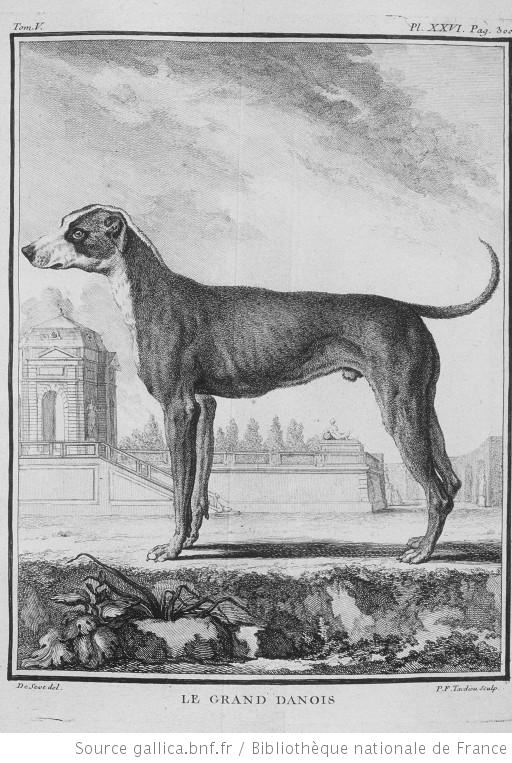
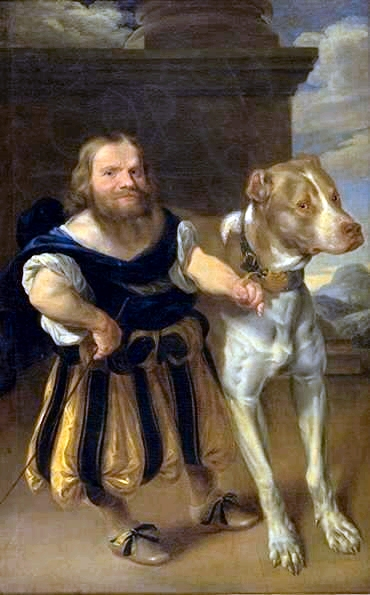
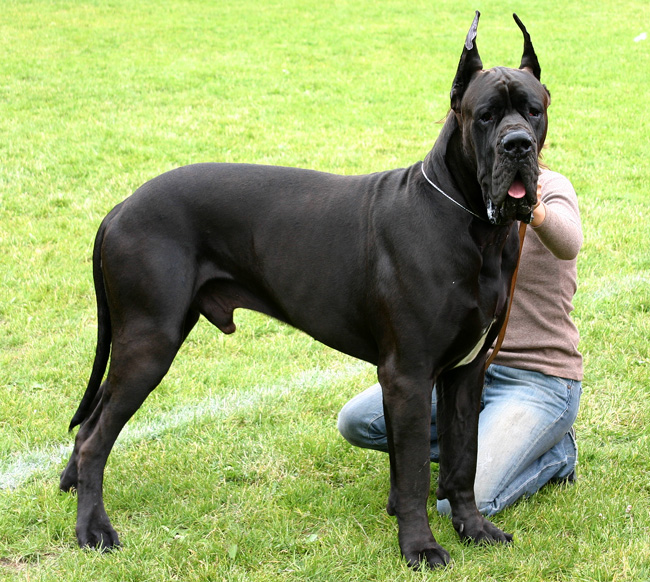
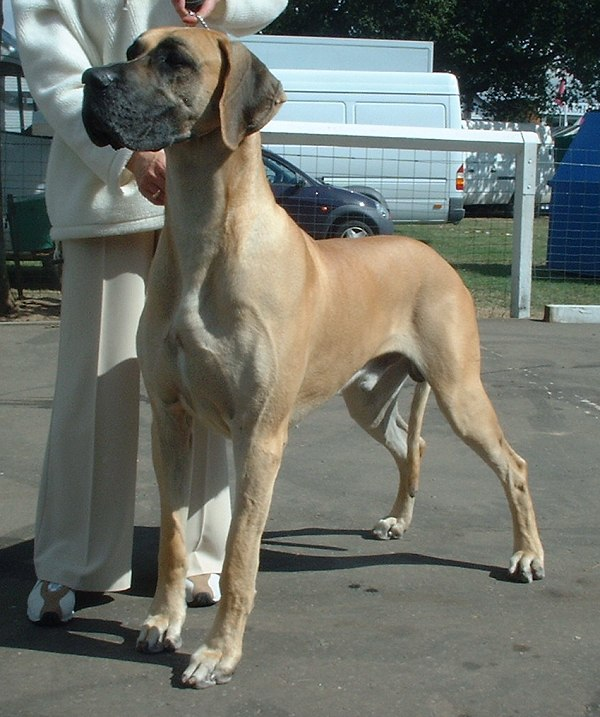
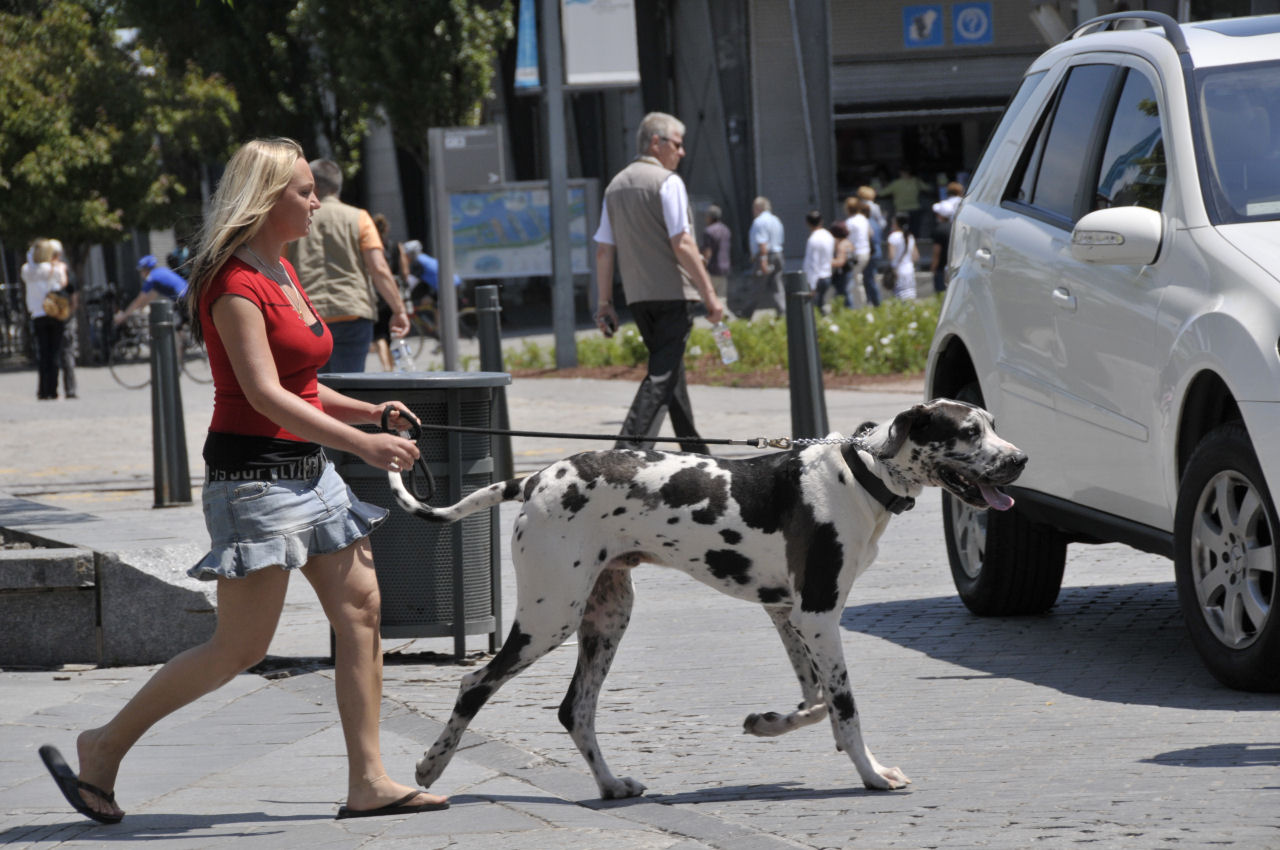